# Barba-roja (peça de teatre)
Barba-roja és un drama tràgic en 3 actes, original de Frederic Soler, estrenat al Teatre Romea de Barcelona, el dia 21 d'abril de 1892.
L'acció passa a Niça, l'any 1500.

## Personatges
- Regina, dama catalana (25 anys): Pilar Clemente
- La Comtessa d'Arlès (80 anys): Anna Monner
- Plàcida, dama catalana (20 anys): Dolors Galí
- Adel, gat de mar (18 anys): Adela Clemente
- Barba-roja, rei d'Alger (40 anys): Enric Borràs
- El capità Rodolf, comte d'Arlès (30 anys): Pere Riutort
- Osman, corsari tinent de Barba-roja (35 anys): Modest Santolària
- Selim, ambaixador turc (40 anys): Ramon Valls
- Jussuf, negre africà (50 anys): Francesc Bals
- Gamot, mariner català (40 anys): Jaume Martí
- Esclau 1r (25 anys): Josep Fages
- Esclau 2n (30 anys): Anton Manso
- Esclaus cristians, corsaris algerians, soldats catalans